# Studio Electronics
 (janvier 2012).
Studio Electronics est une entreprise américaine basée en Californie qui développe et fabrique des synthétiseurs analogiques utilisant les principes de la synthèse soustractive, mais également d'autres produits électroniques.

## Historique
Studio Electronics a été créée en 1985. Comme elle se définit elle-même, Studio Electronics fabrique des synthétiseurs analogiques de grande qualité. Leur premier synthétiseur produit en 1993, le SE-1, a été reconnu par la presse spécialisée, comme une sorte de recréation du fameux Minimoog, qui présentait l'avantage d'en reproduire le caractère, sans les inconvénients, tout en offrant une interface MIDI. Il était équipé de 2 filtres, 12 et 24 db par octave reproduisant le caractère sonore des équivalents Moog et Oberheim.
Depuis ce premier modèle, Studio Electronics a développé et commercialise une gamme complète de synthétiseurs analogiques monophoniques et polyphoniques. Tous disposent d'une interface MIDI complète, sont des synthétiseurs analogiques dont les oscillateurs et filtres utilisent des composants électroniques discrets et sont généralement équipés avec plusieurs filtres reproduisant les caractéristiques Moog, Oberheim, ARP, mais également Roland TB-303 et Yamaha CS-80.

## Produits
- ATC-X - synthétiseur analogique mono disposant de 4 filtres
- ATC-Xi - synthétiseur analogique mono disposant de 4 filtres
- Omega 2 - synthétiseur analogique duophonique 2 voies, multi-timbrale 2 parties, disposant en standard de 2 filtres, extensible à 4.
- Omega 8 - synthétiseur analogique polyphonique 8 voies, multi-timbrale 8 parties, disposant en standard de 2 filtres, extensible à 4.
- Code 8 - synthétiseur analogique polyphonique 8 voies, multi-timbrale 8 parties, disposant en standard de 2 filtres, extensible à 4.
- SE-1X - synthétiseur analogique mono disposant de 2 filtres (Moog et Oberheim)